# Aeroportul Farah
Aeroportul Farah (IATA: FAH, ICAO: OAFR) este un aeroport din Farah, Provincia Farah, Afganistan ce deservește zona Farah. A fost numit după zona deservită.
Situat la o altitudine de 732 m, aeroportul dispune de o singură pistă. Este operat de Ministry of Defense⁠(d).

## Infrastructură

### Terminale
Aerogara are în componență 1 terminal, Farah runway⁠(d). 